# Channel One Cup 2016
Channel One Cup 2016 (nebo Pohár prvního programu) byl turnaj v rámci série Euro Hockey Tour 2016/2017, který probíhal od 15. do 18. prosince 2016. Zápas mezi finskou a českou hokejovou reprezentací proběhl v Helsingin jäähalli v Helsinkách, ostatní zápasy turnaje proběhly ve VTB Ice Palace v ruské Moskvě. Obhájcem prvenství z předchozího ročníku byla česká hokejová reprezentace, která na turnaji skončila poslední.
Z vítězství na turnaji se radovali švédští hokejisté, kteří na turnaji triumfovali po pěti letech a celkově v historii turnaje počtvrté.

## Zápasy
| 15. prosince 2016 17:00 SEČ | Švédsko | 3 : 1 (0:1, 1:0, 2:0) | Rusko | VTB Ice Palace, Moskva Návštěvnost: 11 770 |  |

| Zpráva                                                              |                                                                     |                 |                            |                                                                             |
| Viktor Fasth                                                        | Viktor Fasth                                                        | Brankáři        | Ilja Sorokin               | Rozhodčí: Aaro Brännare Aleksi Rantala Čároví: Nikita Šalagin Dmitrij Šišlo |
| Oskar Lindblom 27:56 Simon Bertilsson 58:34 Andreas Thuresson 59:49 | Oskar Lindblom 27:56 Simon Bertilsson 58:34 Andreas Thuresson 59:49 | 0:1 1:1 2:1 3:1 | 08:56 – Vladislav Gavrikov | Rozhodčí: Aaro Brännare Aleksi Rantala Čároví: Nikita Šalagin Dmitrij Šišlo |
| 4 min                                                               | 4 min                                                               | Tresty          | 6 min                      | Rozhodčí: Aaro Brännare Aleksi Rantala Čároví: Nikita Šalagin Dmitrij Šišlo |
| 34                                                                  | 34                                                                  | Střely          | 22                         | Rozhodčí: Aaro Brännare Aleksi Rantala Čároví: Nikita Šalagin Dmitrij Šišlo |

| 15. prosince 2016 17:30 SEČ | Finsko | 4 : 2 (2:0, 2:1, 0:1) | Česko | Helsingin jäähalli, Helsinky Návštěvnost: 5 056 |  |

| Zpráva                                                                            |                                                                                   |                         |                                         |                                                                              |
| Joni Ortio                                                                        | Joni Ortio                                                                        | Brankáři                | Pavel Francouz                          | Rozhodčí: Marcus Linde Mikael Holm Čároví: Sakari Suominen Markus Hägerström |
| Miro Aaltonen 02:49 Miro Aaltonen 11:12 Roope Hintz 27:02 Antti Erkinjuntti 32:52 | Miro Aaltonen 02:49 Miro Aaltonen 11:12 Roope Hintz 27:02 Antti Erkinjuntti 32:52 | 1:0 2:0 2:1 3:1 4:1 4:2 | 22:45 David Tomášek 47:12 Michal Jordán | Rozhodčí: Marcus Linde Mikael Holm Čároví: Sakari Suominen Markus Hägerström |
| 4 min                                                                             | 4 min                                                                             | Tresty                  | 4 min                                   | Rozhodčí: Marcus Linde Mikael Holm Čároví: Sakari Suominen Markus Hägerström |
| 19                                                                                | 19                                                                                | Střely                  | 25                                      | Rozhodčí: Marcus Linde Mikael Holm Čároví: Sakari Suominen Markus Hägerström |

| 16. prosince 2016 17:00 SEČ | Rusko | 5 : 1 (3:0, 0:1, 2:0) | Česko | VTB Ice Palace, Moskva Návštěvnost: 11 668 |  |

| Zpráva                                                                                                 | |                         |                                |                                                                                      |
| Igor Šesťorkin                                                                                         | Igor Šesťorkin                                                                                         | Brankáři                | Dominik Furch                  | Rozhodčí: Aaro Brännare Aleksi Rantala Čároví: Alexandr Sadovnikov Anatolij Zacharov |
| Sergej Plotnikov 05:40 Pavel Dacjuk 08:21 Vladimir Tkačev 11:27 Ivan Tělegin 42:58 Ilja Kovalčuk 59:02 | Sergej Plotnikov 05:40 Pavel Dacjuk 08:21 Vladimir Tkačev 11:27 Ivan Tělegin 42:58 Ilja Kovalčuk 59:02 | 1:0 2:0 3:0 3:1 4:1 5:1 | 27:47 – T. Zohorna (M. Jordán) | Rozhodčí: Aaro Brännare Aleksi Rantala Čároví: Alexandr Sadovnikov Anatolij Zacharov |
| 12 min                                                                                                 | 12 min                                                                                                 | Tresty                  | 12 min                         | Rozhodčí: Aaro Brännare Aleksi Rantala Čároví: Alexandr Sadovnikov Anatolij Zacharov |
| 27 | 27 | Střely                  | 23                             | Rozhodčí: Aaro Brännare Aleksi Rantala Čároví: Alexandr Sadovnikov Anatolij Zacharov |

| 17. prosince 2016 10:00 SEČ | Finsko | 2 : 4 (0:2, 2:2, 0:0) | Švédsko | VTB Ice Palace, Moskva Návštěvnost: 5 240 |  |

| Zpráva                                   |                                          |                         |                                                                                           |                                                                               |
| Harri Säteri                             | Harri Säteri                             | Brankáři                | Viktor Fasth                                                                              | Rozhodčí: Jevgenij Naumov Alexej Ravodin Čároví: Dmitrij Šišlo Nikita Šalagin |
| Miro Aaltonen 24:33 Henrik Haapala 28:34 | Miro Aaltonen 24:33 Henrik Haapala 28:34 | 0:1 0:2 0:3 1:3 1:4 2:4 | 05:30 Erik Gustafsson 16:31 Alexander Bergström 21:42 Magnus Nygren 27:24 – P. Zackrisson | Rozhodčí: Jevgenij Naumov Alexej Ravodin Čároví: Dmitrij Šišlo Nikita Šalagin |
| 16 min                                   | 16 min                                   | Tresty                  | 8 min                                                                                     | Rozhodčí: Jevgenij Naumov Alexej Ravodin Čároví: Dmitrij Šišlo Nikita Šalagin |
| 18                                       | 18                                       | Střely                  | 37                                                                                        | Rozhodčí: Jevgenij Naumov Alexej Ravodin Čároví: Dmitrij Šišlo Nikita Šalagin |

| 18. prosince 2016 11:00 SEČ | Česko | 4 : 1 (0:0, 2:1, 2:0) | Švédsko | VTB Ice Palace, Moskva Návštěvnost: 5 150 |  |

| Zpráva                                                                        |                                                                               |                     |                      |                                                                                         |
| Pavel Francouz                                                                | Pavel Francouz                                                                | Brankáři            | Johan Gustafsson     | Rozhodčí: Michail Buturlin Viktor Gašilov Čároví: Alexandr Sadovnikov Anatolij Zacharov |
| Adam Polášek 21:13 David Kämpf 34:13 Jakub Jeřábek 57:26 Ondřej Vitásek 59:46 | Adam Polášek 21:13 David Kämpf 34:13 Jakub Jeřábek 57:26 Ondřej Vitásek 59:46 | 1:0 1:1 2:1 3:1 4:1 | 31:37 Emil Johansson | Rozhodčí: Michail Buturlin Viktor Gašilov Čároví: Alexandr Sadovnikov Anatolij Zacharov |
| 12 min                                                                        | 12 min                                                                        | Tresty              | 6 min                | Rozhodčí: Michail Buturlin Viktor Gašilov Čároví: Alexandr Sadovnikov Anatolij Zacharov |
| 21                                                                            | 21                                                                            | Střely              | 31                   | Rozhodčí: Michail Buturlin Viktor Gašilov Čároví: Alexandr Sadovnikov Anatolij Zacharov |

| 18. prosince 2016 15:00 SEČ | Rusko | 4 : 3 (3:1, 1:1, 0:1) | Finsko | VTB Ice Palace, Moskva Návštěvnost: 11 970 |  |

| Zpráva                                                                          |                                                                                 |                             |                                                                |                                                                         |
| Igor Šesťorkin                                                                  | Igor Šesťorkin                                                                  | Brankáři                    | Joni Ortio                                                     | Rozhodčí: Pavel Hodek René Hradil Čároví: Dmitrij Sivov Sergej Šeljanin |
| Maxim Šalunov 01:37 Jegor Jakovlev 07:31 Ivan Tělegin 09:36 Ilja Kovalčuk 32:53 | Maxim Šalunov 01:37 Jegor Jakovlev 07:31 Ivan Tělegin 09:36 Ilja Kovalčuk 32:53 | 0:1 1:1 2:1 3:1 4:1 4:2 4:3 | 00:46 Harri Pesonen 36:46 Henrik Haapala 40:15 – Miro Aaltonen | Rozhodčí: Pavel Hodek René Hradil Čároví: Dmitrij Sivov Sergej Šeljanin |
| 6 min                                                                           | 6 min                                                                           | Tresty                      | 6 min                                                          | Rozhodčí: Pavel Hodek René Hradil Čároví: Dmitrij Sivov Sergej Šeljanin |
| 28                                                                              | 28                                                                              | Střely                      | 34                                                             | Rozhodčí: Pavel Hodek René Hradil Čároví: Dmitrij Sivov Sergej Šeljanin |

## Tabulka
| Poř. | Tým     | Z | V | VP | PP | P | VG | OG | B |
| ---- | ------- | - | - | -- | -- | - | -- | -- | - |
| 1.   | Švédsko | 3 | 2 | 0  | 0  | 1 | 8  | 7  | 6 |
| 2.   | Rusko   | 3 | 2 | 0  | 0  | 1 | 10 | 7  | 6 |
| 3.   | Finsko  | 3 | 1 | 0  | 0  | 2 | 9  | 10 | 3 |
| 4.   | Česko   | 3 | 1 | 0  | 0  | 2 | 7  | 10 | 3 |